# Gordon Richardson, Baron Richardson of Duntisbourne

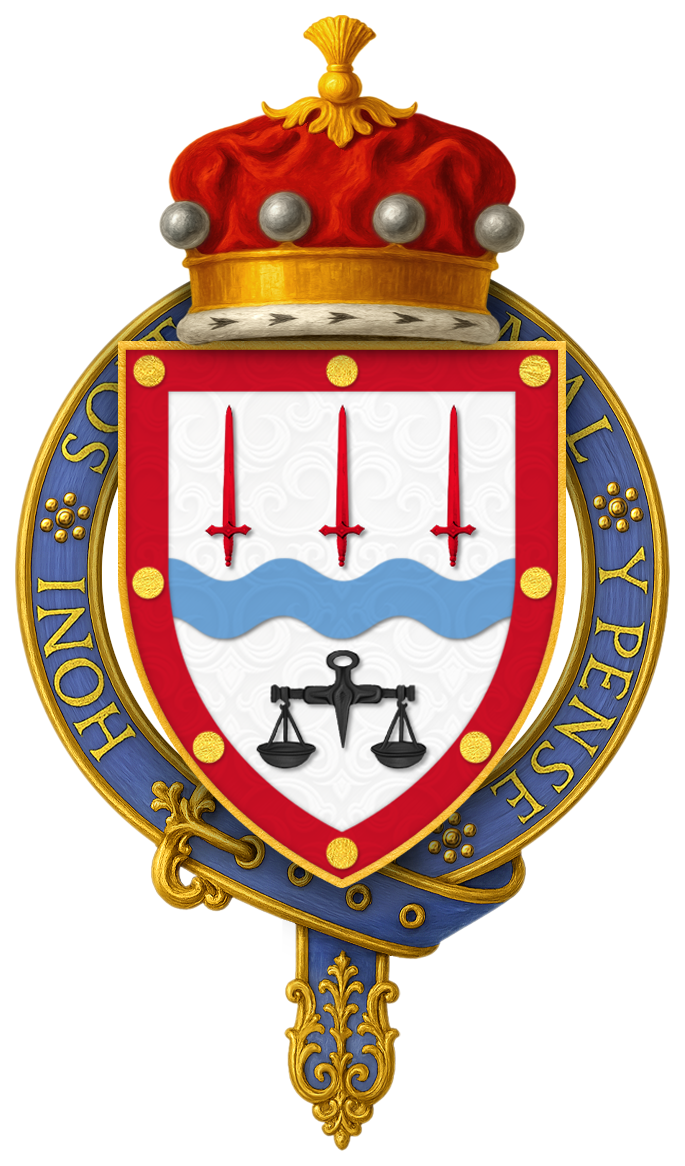
Coat of Arms

Gordon Richardson, Baron Richardson of Duntisbourne (* 25. November 1915 in Penge, Kent; † 22. Januar 2010) war ein britischer Bankier, Rechtsanwalt und Politiker.

## Leben
Richardson wurde als Sohn von John Robert Richardson und Nellie Richardson geboren. Sein Vater war Lebensmittelhändler. Er besuchte zunächst die Nottingham High School in Nottingham. Später studierte er Rechtswissenschaften am Gonville and Caius College der Universität Cambridge, wo er einen Bachelor of Laws (LLB) ablegte. Während des Zweiten Weltkrieges diente er als Soldat bei den South Nottinghamshire Hussars.
1946 wurde er am Gray's Inn als Barrister zugelassen. Richardson praktizierte in dieser Zeit vornehmlich auf dem Gebiet des Gesellschaftsrechts. Von 1951 bis 1955 war Richardson Mitglied der Britischen Anwaltskammer (Bar Council). Er gab dann jedoch seine Laufbahn als Jurist auf und wechselte als Verwaltungsbeamter in die Stadtverwaltung der City of London. 
Richardsons Laufbahn im Finanzwesen begann 1955 bei der Industrial and Commercial Finance Corporation, einer staatlichen gegründeten Gesellschaft zur Finanzierung kleinerer und mittelständischer Geschäftsvorhaben. 1957 wechselte Richardson zu Schroders plc, einer weltweit operierenden Vermögensverwaltungsgesellschaft. Dort wurde er zunächst Direktor, von 1962 bis 1973 war er anschließend dort Vorstandsvorsitzender.
1973 wurde er in der Regierungszeit von Premierminister Edward Heath Präsident (Governor) der Bank of England. Dieses Amt übte er bis 1983 aus. In Richardsons Amtszeit fielen unter anderem der Verfall des Sterling während der Sterling-Krise 1976, die Großbritannien zu massiven Verhandlungen mit dem Internationalen Währungsfonds zwang, der Zusammenbruch der Herstatt-Bank und weiterer Korrespondenz- und Abrechnungsbanken für den US-Dollar sowie internationale Abkommen und Vereinbarungen über Schuldenregelungen für Dritte-Welt-Länder. Für durch die Finanzkrise angeschlagene Banken forcierte Richardson ein Rettungsprogramm durch solvente Banken.
Während seiner Amtszeit wurde er 1976 in den Privy Council aufgenommen. Nach dem Ende seiner Amtszeit als Governor der Bank of England war Richardson von 1984 bis 1989 Vorsitzender des Pilgrim Trust, einer britischen Wohltätigkeitsorganisation. Außerdem war er Vorsitzender des Gesamtbeirats (International Advisory Board) der New Yorker Investmentbank Morgan Stanley. Später war er dort Senior Advisor.
Richardson erhielt mehrere Auszeichnungen. 1979 wurde ihm die Territorial Decoration-Medaille verliehen. 1983 wurde er mit dem Hosenbandorden ausgezeichnet. 1983 wurde er auch zum Deputy Lieutenant der Grafschaft Gloucestershire ernannt. Von 1984 bis 1989 war er High Steward of Westminster. Seit 1982 war er außerdem Deputy High Steward der Universität Cambridge. Richardson war außerdem  Member des Order of the British Empire (Military Division).
Richardson starb im Alter von 94 Jahren. Sein Tod wurde am 22. Januar 2010 in einer Pressemitteilung der Bank of England von Mervyn King, dem amtierenden Governor, bekanntgegeben.
Richardson war seit 1941 mit Margaret Sheppard verheiratet. Er war Vater zweier Kinder.

## Mitgliedschaft im House of Lords
Richardson wurde 1983 zum Life Peer erhoben. Er trug den Titel Baron Richardson of Duntisbourne, of Duntisbourne in the County of Gloucestershire. Im House of Lords saß er als Crossbencher.